# Jacques-Pierre Bourdé de La Villehuet
Pour les articles homonymes, voir Bourde.
Jacques-Pierre Bourdé de La Villehuet (Saint-Coulomb, 1732 - Lorient, 1789) est un officier de marine français, auteur de plusieurs traités maritimes qui connurent un certain succès.

## Biographie
Jacques Bourdé de la Villehuet, né à Saint-Coulomb près de Saint-Malo, est issu d'une famille qui a fourni à la marine plusieurs officiers distingués. Il effectue l'ensemble de sa carrière au service de la Compagnie des Indes et est l'auteur de plusieurs ouvrages de marine qui connurent un important succès au XVIIIe siècle.
Il publie notamment Le Manœuvrier ou Essai sur la théorie et la pratique des mouvements du navire et des évolutions navales, en 1765. L'ouvrage fit l'objet de cinq éditions françaises, dont la dernière en 1832, ainsi que de trois éditions anglaises. Le Manœuvrier comprend 4 articles : Théorie sur la manœuvre des vaisseaux, évolution du navire, Observations sur la Marine, Essai sur les évolutions navales.
Le chapitre VI de ce dernier article présente :
- une présentation du système de La Bourdonnaye avec 10 flammes de couleurs différentes et une banderole de ponctuation,
- un projet de signaux avec 4 flammes et 2 pavillons, qui placés à des endroits différents permettent de transmettre un millier d'ordres de jour,
- la traduction de ces signaux par temps de brume ou en pleine nuit par émission de signaux sonores ou lumineux mettant en œuvre fusil, canon, tambour, cloche et feux.

Il publie aussi un Mémoire sur l'arrimage des vaisseaux, couronné par l'Académie des Sciences.
Son fils Guillaume-François-Joseph (1763 Plouer, Côtes du Nord - 1851) servit aussi dans la marine, capitaine de vaisseau en mai 1798, il participa à l'expédition d'Égypte et aux opérations d'Espagne. Il mourut contre-amiral honoraire, Chevalier de Saint-Louis et officier de la Légion d'honneur.

## Œuvres
- Le Manœuvrier ou essai sur la théorie et la pratique des mouvements du navire, 1765 ;
- Mémoire sur l'arrimage des vaisseaux (1766), ouvrage couronné en 1765 par l'Académie des Sciences ;
- Manuel des marins ou dictionnaire des termes de marine (1773) (en ligne).

## Éditions
- Le Manœuvrier, ou Essai sur la Théorie et la Pratique des Mouvements du Navire et des Évolutions navales. Avec Figures en taille-douce. À Paris, Chez Desaint, Libraire, rue du Foin. 1769, in-8°, XXXII pp. (Faux titre, Titre, épître au Duc de Choiseul, Table, Préface, Extrait des registres de l'Académie Royale des Sciences), 406 pp., 1 f.n.ch. (liste des livres qui se vendent à Paris chez le même Libraire) et 8 planches dépliantes hors texte. Vignette ex-libris gravée par Lambert portant la mention, en partie manuscrite, « Bibliothèque de Henry » et dans le bas la signature manuscrite « Désiré Henry »
  - Édition originale parue à Paris, H.L. Guérin & L.F. Delatour, 1765, in-8°, XXXII-407 pp. et 8 planches dépl.

Autres éditions
- Paris, 1800, in-8°, XIX-315 pp. et 8 planches h.t.
- Paris, les Libraires associés, an XII (1804), in-8°, XVI-316 pp. et 8 planches h.t.
- Paris, Bachelier, 1814, in-8°, XVI-464 pp. et 11 planches avec le titre : Le Manœuvrier, ou Essai sur la théorie et la pratique des mouvements du navire et des évolutions navales. Nouvelle édition, augmentée d'un appendice, contenant les principes fondamentaux de l'arrimage, par le même auteur; suivi des Exercices et Manœuvres du Canon à bord des vaisseaux du Roi, et du Mode d'Exercice des Officiers et des Equipages.
- Paris, Bachelier père et fils, 1832, in-8°, XVI-419 pp. et 11 planches dépl.... 5e édition augmentée d'un appendice contenant les principes fondamentaux de l'arrimage par le même auteur, , etc. ; suivi des exercices et manœuvres du canon à bord des vaisseaux, et du mode d'exercice des officiers et des équipages, augmentés de nouvelles manœuvres des deux bords et de plusieurs tables de pointage extraites de Charruca, par feu M. Willaumez,... (et d'un Mémoire sur l'arrimage des vaisseaux par Groignard.), 81 pp. -(3)pp., et « Principes fondamentaux de l'arrimage des vaisseaux », 84 pp.
- Paris, Bachelier, 1832, in-8°, XVI-352 + 81-(3) + 84 pp. (pour « Exercice du canon et principes de l'arrimage ») et 11 planches h.t. Le titre général de cette édition est: « Le manœuvrier ou essai sur la théorie et la pratique des mouvements du navire et des évolutions navales ».

Éditions anglaises
- Londres, S. Hooper, 1788, in-4°, 308 pp et 13 planches gravées dont certaines dépliantes. Avec le titre : The Manoeuverer, or skilful seaman, being an essay on the theory and practice of the various movements of a ship at sea as well as of naval evolutions in general, translated from the french of Mr. Bourdé de Villehuet by the chevalier de Sauseuil,.... Cet ouvrage a été traduit en anglais par le chevalier Jean-Nicolas Jouin de Sauseuil .
- Le texte de Bourdé de Villehuet a été repris dans l'ouvrage de David Steel The Elements and Practice of Rigging and Seamanship, London, 1794, 2 vol. in-4°. Vol. I: (3), 242 pp., 1 tab., 62 planches. Vol. II: (32), 243-426 pp., (4), 147 pp., ill, 27 planches et 94 planches dépliantes.
- Des chapitres de l'édition de David Steel de 1794, dont l'intégralité ou des extraits du Manœuvrier en anglais ont été publiés de façon légale ou non en 1795, 1807, 1811 (par Blunt à New-York), 1824 (par Blunt à New-York avec le titre Seamanship), 1841.

Les « Principes fondamentaux de l'arrimage des vaisseaux... suivi d'un Mémoire sur le même sujet » a fait l'objet d'un tirage à part en 1814 à Paris, Bachelier, in-8°, 2 ff.n.ch., 84 pp. et 3 planches.
Il y a existe une autre édition non officielle, probablement imprimée à la fin du XVIIIe ou au début du XIXe siècle qui est datée 1769. L'impression est de moins bonne qualité, elle a été faite sur du papier de qualité et de couleur différentes (certains feuillets d'un même exemplaire sont bleutés ou brun clair). C'est la réimpression de l'édition de 1769 avec des culs-de-lampe de fins de chapitres et des caractères différents, une orthographe parfois modifiée (notamment les « & » qui sont remplacés par des « et »). Le titre est légèrement différent (théorie au lieu de Theorie, Mouvemens du Navire au lieu de Mouvements du Navire, cul-de-lampe sans la fleur de lis en son centre). Les fins de chapitres comportent un cachet imprimé avec la mention: « Marine de la République Françoise ». Enfin, les 8 planches (qui ont été gravées sur des cuivres différents) se trouvent à la fin du texte au lieu d'être réparties entre les pages du texte. L'approbation ne comporte plus la signature de Bezout mais le Privilège du Roi est identique. À part cela, la pagination est exactement la même.